# TG4
TG4はアイルランド放送協会の傘下Teilifís na Gaeilgeが運営するチャンネル。1996年10月31日開局。

## 主な番組
- Ros na Rún（ソープオペラ）
- Nuacht TG4（ニュース番組）
- スポンジボブ
- サウスパーク
- コールドケース
- ゴシップガール
- アルビンとチップマンクス (2015年のテレビアニメ)